# National Youth Competition 2009
Die National Youth Competition 2009 (aus Sponsoringgründen auch als Toyota Cup 2009 bezeichnet) war die zweite Saison der National Youth Competition, der australisch-neuseeländischen U-20-Rugby-League-Meisterschaft. Den ersten Tabellenplatz nach Ende der regulären Saison belegten die Manly-Warringah Sea Eagles, die im Viertelfinale gegen die Brisbane Broncos ausschieden. Im Finale gewannen die Melbourne Storm 24:22 gegen die Wests Tigers und gewannen damit zum ersten Mal die National Youth Competition.

## Tabelle
|      | Team                          | Spiele | Siege | Unent. | Ndlg. | Spiel- punkte | Diff. | Tabellen- punkte |
| ---- | ----------------------------- | ------ | ----- | ------ | ----- | ------------- | ----- | ---------------- |
| 01.  | Manly-Warringah Sea Eagles    | 24     | 19    | 1      | 4     | 879:417       | + 462 | 43               |
| 02.  | St. George Illawarra Dragons  | 24     | 19    | 0      | 5     | 758:461       | + 297 | 42               |
| 03.  | Melbourne Storm               | 24     | 19    | 0      | 5     | 833:597       | + 236 | 42               |
| 04.  | Wests Tigers                  | 24     | 15    | 1      | 8     | 709:588       | + 121 | 35               |
| 05.  | Brisbane Broncos              | 24     | 15    | 0      | 9     | 698:551       | + 147 | 34               |
| 06.  | South Sydney Rabbitohs        | 24     | 13    | 1      | 10    | 776:568       | + 208 | 31               |
| 07.  | New Zealand Warriors          | 24     | 13    | 1      | 10    | 725:612       | + 113 | 31               |
| 08.  | Canberra Raiders              | 24     | 11    | 2      | 11    | 706:685       | + 21  | 28               |
| 09.  | North Queensland Cowboys      | 24     | 12    | 0      | 12    | 668:683       | − 15  | 28               |
| 010. | Newcastle Knights             | 24     | 9     | 1      | 14    | 596:756       | – 160 | 23               |
| 011. | Canterbury-Bankstown Bulldogs | 24     | 9     | 1      | 14    | 649:867       | – 218 | 23               |
| 012. | Parramatta Eels               | 24     | 8     | 0      | 16    | 604:698       | − 94  | 20               |
| 013. | Penrith Panthers              | 24     | 8     | 0      | 16    | 573:755       | – 182 | 20               |
| 014. | Gold Coast Titans             | 24     | 8     | 0      | 16    | 542:738       | – 196 | 20               |
| 015. | Sydney Roosters               | 24     | 6     | 0      | 18    | 443:736       | – 293 | 16               |
| 016. | Cronulla-Sutherland Sharks    | 24     | 4     | 0      | 20    | 391:838       | – 447 | 12               |

- Da in dieser Saison jedes Team zwei Freilose hatte, wurden nach der Saison zur normalen Punktezahl noch 4 Punkte dazugezählt.

## Playoffs

### Ausscheidungs/Qualifikationsplayoffs
| 11. September 17:30 | Melbourne Storm | 54 : 18 | South Sydney Rabbitohs | Etihad Stadium, Melbourne Schiedsrichter: Gavin Reynolds |
| 11. September 17:30 |                 |         |                        | Etihad Stadium, Melbourne Schiedsrichter: Gavin Reynolds |

| 12. September 16:15 | Wests Tigers | 22 : 46 | Brisbane Broncos | Skilled Park, Gold Coast Schiedsrichter: Chris Butler |
| 12. September 16:15 |              |         |                  | Skilled Park, Gold Coast Schiedsrichter: Chris Butler |

| 12. September 18:15 | Manly-Warringah Sea Eagles | 28 : 32 | Canberra Raiders | ANZ Stadium, Sydney Schiedsrichter: Gavin Morris |
| 12. September 18:15 |                            |         |                  | ANZ Stadium, Sydney Schiedsrichter: Gavin Morris |

| 13. September 13:45 | St. George Illawarra Dragons | 48 : 24 | New Zealand Warriors | WIN Jubilee Oval, Sydney Schiedsrichter: Adam Devcich |
| 13. September 13:45 |                              |         |                      | WIN Jubilee Oval, Sydney Schiedsrichter: Adam Devcich |

### Viertelfinale
| 18. September 17:30 | Canberra Raiders | 34 : 42 | Wests Tigers | Sydney Football Stadium, Sydney Schiedsrichter: Gavin Reynolds |
| 18. September 17:30 |                  |         |              | Sydney Football Stadium, Sydney Schiedsrichter: Gavin Reynolds |

| 19. September 17:30 | Brisbane Broncos | 24 : 10 | Manly-Warringah Sea Eagles | Suncorp Stadium, Brisbane Schiedsrichter: Adam Devcich |
| 19. September 17:30 |                  |         |                            | Suncorp Stadium, Brisbane Schiedsrichter: Adam Devcich |

### Halbfinale
| 25. September 17:30 | St. George Illawarra Dragons | 12 : 36 | Wests Tigers | ANZ Stadium, Sydney Schiedsrichter: Gavin Reynolds |
| 25. September 17:30 |                              |         |              | ANZ Stadium, Sydney Schiedsrichter: Gavin Reynolds |

| 26. September 17:30 | Melbourne Storm | 40 : 16 | Brisbane Broncos | Etihad Stadium, Melbourne Schiedsrichter: Adam Devcich |
| 26. September 17:30 |                 |         |                  | Etihad Stadium, Melbourne Schiedsrichter: Adam Devcich |

### Grand Final
| 4. Oktober 2009 14:10 | Melbourne Storm | 24 : 22                                                            | Wests Tigers                                                                                    | ANZ Stadium, Sydney Schiedsrichter: Shayne Hayne |
| 4. Oktober 2009 14:10 | Versuche: Duffie 21. n.erh. Rogers 27. n.erh. Widdop 36. n.erh., 74. erh. O’Neill 40. erh. Erhöhungen: Widdop (2/5) | (18:10) Bericht (Memento vom 19. Oktober 2009 im Internet Archive) | Versuche: Mullaney 12. n.erh., 53. erh. Curran 32. erh. Lui 56. erh. Erhöhungen: Mullaney (3/4) | ANZ Stadium, Sydney Schiedsrichter: Shayne Hayne |

## Statistik
Meiste erzielte Versuche
|    | Name              | Versuche | Verein                        |
| -- | ----------------- | -------- | ----------------------------- |
| 1. | Jake Mullaney     | 29       | Wests Tigers                  |
| 2. | Kane Morgan       | 26       | South Sydney Rabbitohs        |
| 3. | Matt Duffie       | 25       | Melbourne Storm               |
| 4. | Taioalo Vaivai    | 20       | South Sydney Rabbitohs        |
| 4. | Joe Vickery       | 20       | St. George Illawarra Dragons  |
| 6. | Kane Linnett      | 18       | St. George Illawarra Dragons  |
| 6. | Gareth Widdop     | 18       | Melbourne Storm               |
| 8. | Pakisonasi Afu    | 17       | Canterbury-Bankstown Bulldogs |
| 8. | Daly Cherry-Evans | 17       | Manly-Warringah Sea Eagles    |
| 8. | Obe Geia          | 17       | North Queensland Cowboys      |
| 8. | Beau Henry        | 17       | St. George Illawarra Dragons  |
| 8. | Shaun Johnson     | 17       | New Zealand Warriors          |

Meiste erzielte Punkte
|    | Name          | Punkte | Verein                       |
| -- | ------------- | ------ | ---------------------------- |
| 1. | Jake Mullaney | 322    | Wests Tigers                 |
| 2. | Gareth Widdop | 294    | Melbourne Storm              |
| 3. | Beau Henry    | 248    | St. George Illawarra Dragons |
| 4. | Shaun Johnson | 237    | New Zealand Warriors         |